# Zittard (Limburg)
Zittard is een buurtschap van Sint Odiliënberg in de Nederlands-Limburgse gemeente Roerdalen. 

De buurtschap maakte tot 1990 deel uit van de gemeente Sint Odiliënberg. In 1991 werd het bij de gemeente Ambt Montfort (toen nog Posterholt geheten) gevoegd. In 2007 werd het na een gemeentelijke herindeling onderdeel van de nieuwe gemeente Roerdalen.
Oudere schrijfwijzen zijn Zittart en Zitterd. De naam is vermoedelijk afgeleid van de voormalige in de buurt gelegen Zitterdhaof. Vaak wordt de naam verward met Sittard, een andere plaats in Limburg

## Ligging
Zittard ligt direct zuidelijk van Sint Odiliënberg, rond de weg Het Sittert. Ook rond deze weg ligt een bedrijventerrein eveneens Het Sittert genaamd. Ten zuiden van Zittard ligt de buurtschap Roskam.
Etsberg · Herkenbosch · Lerop · Melick · Montfort · Paarlo · Posterholt · Reutje · Sint Odiliënberg · Vlodrop · Vlodrop-Station · Zittard

Voormalige gemeente: Ambt Montfort

Limburg: Steden en dorpen      Nederland: Provincies · Gemeenten